# Miasteczko (Brzeście)
Miasteczko – część wsi Brzeście w Polsce, położona w województwie świętokrzyskim, w powiecie pińczowskim, w gminie Pińczów.
W latach 1975–1998 Miasteczko administracyjnie należało do województwa kieleckiego.